# Vorfinanzierung
Vorfinanzierung ist im Bankwesen die Bezeichnung für eine meist kurzfristig angelegte Finanzierungsart, die zu einem Zeitpunkt erfolgt, an dem die endgültige Finanzierung noch nicht sichergestellt ist.

## Allgemeines
Vorfinanzierungen ergeben sich meist aus der Finanzierungsbedarfsrechnung und werden insbesondere benötigt, wenn aus Zeitgründen oder aus formellen Gründen eine endgültige Finanzierung noch nicht möglich war. Dabei geht das vorfinanzierende Kreditinstitut ein höheres Kreditrisiko ein, weil die Anschlussfinanzierung und damit die Tilgung für den Vorfinanzierungskredit noch nicht feststeht. Auf der Seite des Kreditnehmers besteht entsprechend ein hohes Finanzierungsrisiko. Die Laufzeit von Vorfinanzierungskrediten beträgt üblicherweise 1 bis 2 Jahre und wird daher mit kurzfristigen Zinssätzen verzinst. Die Vorfinanzierung kann im Rahmen einer vorgesehenen Konsolidierung berücksichtigt werden und wird dann durch die Konsolidierung zu einer langfristigen Verbindlichkeit.

## Arten der Vorfinanzierung
Die Vorfinanzierung kann zwei Rückzahlungsvarianten haben. Entweder kann die Tilgung durch später noch zuzusagende langfristige Kredite erfolgen, oder der Kreditnehmer erhält erwartete Cashflows, die er zur Rückzahlung verwendet. Das ist häufig bei Exportvorfinanzierungen der Fall, die durch spätere Exporterlöse getilgt werden.
- Typischer Fall ist die Brückenfinanzierung beim Unternehmenskauf, der in einem engen Zeitraster abgewickelt werden muss und für den deshalb eine „solide“ Finanzplanung nicht stattfinden konnte. Die Bezahlung des Kaufpreises erfolgt aus dem Vorfinanzierungskredit, so dass der Unternehmenserwerber ausreichend Gelegenheit hat, während der Laufzeit des Vorfinanzierungskredits für die Endfinanzierung zu sorgen.
- Langfristige Investitionskredite werden von Banken häufig mit Kontokorrentkrediten vorfinanziert.[3] Hierbei können auch Zinserwartungen eine Rolle spielen, um bei sinkendem Zinsniveau in den Genuss einer zinsgünstigeren Endfinanzierung zu gelangen.
- Im Rahmen der Baufinanzierung ist den Hypothekenbanken eine Vorfinanzierung nicht erlaubt, so dass andere Kreditinstitute mit einem so genannten Vorschaltdarlehen (Bankvorausdarlehen) während der Bauphase Kredite zur Bezahlung der Baukosten zur Verfügung stellen können.[4] Hiermit werden Eigenkapital oder langfristige Baufinanzierungskredite vorfinanziert.
- Beim Bausparvertrag wird die Vorfinanzierung zur Überbrückung bis zur Auszahlung der Bausparsumme bei Zuteilung gewährt, solange der Bausparvertrag die erforderliche Mindestansparung noch nicht erreicht hat.[5]
- Bei Effektenlombardkrediten ermöglicht die Vorfinanzierung den kursgünstigen Kauf von Effekten zu einem Zeitpunkt, an dem die endgültige Finanzierung (etwa durch Verkaufserlöse anderer Effekten) noch nicht sichergestellt ist.

## Rechtsfragen
Vorfinanzierungskredite sind Darlehen im Sinne des § 488 Abs. 1 BGB und unterliegen bankrechtlich dem Kreditbegriff des § 19 Abs. 1 KWG.

## Abgrenzung
Umgangssprachlich wird oft von Vorfinanzierung gesprochen, wenn es sich eigentlich um eine Zwischenfinanzierung handelt. Sollen etwa Steuererstattungsansprüche durch ein Kreditinstitut „vorfinanziert“ werden, so liegt genau genommen eine Zwischenfinanzierung vor, weil die Ablösung des Bankkredits durch die Steuererstattung des Finanzamts bereits zum Zeitpunkt der Kreditgewährung gewährleistet war.